# Pogorzelec (Kędzierzyn-Koźle)
Pogorzelec (niem. Pogorzelletz) – jedno z 16 osiedli administracyjnych miasta Kędzierzyna-Koźla. Siedziba Rady Osiedla znajduje się przy ulicy Piotra Skargi 38/I. Przewodniczącym Zarządu Osiedla (2023) jest Zbigniew Barszcz.
Dawniej odrębna wieś i gmina jednostkowa, włączona w 1902 roku do gminy jednostkowej Kędzierzyn (Kandrzin). Od 1945 w gminie zbiorowej Kędzierzyn, którą w 1951 roku przekształcono w miasto Kędzierzyn. W 1975 roku w związku z powiększeniem Kędzierzyna znalazł się w granicach miasta Kędzierzyn-Koźle.

## Historia
| Liczba ludności w miejscowości                    | 1845 | 1855 | 1861 |
| ------------------------------------------------- | ---- | ---- | ---- |
| Kędzierzyn / Pogorzelec (Kandrzin / Pogorzelletz) | 365  | 621  | 810  |

Od końca XVIII w. wieś posiadała własną pieczęć gminną , na której przedstawiono las (11 drzew).
Podczas III powstania śląskiego Pogorzelec był miejscem ciężkich walk. 7 maja pułk zabrski Pawła Cymsa wykorzystał go jako przysiółek do ataku na Kędzierzyn (Kędzierzyn-Koźle). Obrona niemiecka, wspierana ogniem z 2 pociągów pancernych, okazała się jednak cięższa, niż się spodziewano. Dopiero 9 maja atak powiódł się. Natarcie powstańców wsparte było przez baony Alojzego Kurtoka, Józefa Szendery, Franciszka Sitka, a także pociąg pancerny "Korfanty". 5 czerwca Pogorzelec zdobyty został przez Niemców, którzy dopuścili się zbrodni na ludności polskiej i jeńcach. Na osiedlu znajduje się pomnik upamiętniający te wydarzenia.
W dniu 31 stycznia 1945 Armia Czerwona zajęła Pogorzelec. 21 marca 1945 rozpoczęło się przejmowanie od Armii Czerwonej obiektów gospodarczych w powiecie kozielskim.
W 1948 rząd podjął decyzję o wybudowaniu w Kędzierzynie trzeciej w kraju obok Chorzowa i Tarnowa fabryki nawozów sztucznych. Fabryka otrzymała nazwę: Zakłady Przemysłu Azotowego „Kędzierzyn”.
Dla potrzeb nowych pracowników od 1951 rozpoczęto budowę nowych domów mieszkalnych na osiedlu Pogorzelec.

## Gospodarka
Na osiedlu Pogorzelec znajdują się sklepy: Carrefour, Castorama, Biedronka, Kaufland, Galeria Handlowa „Odrzańskie Ogrody”, McDonald's.

## Komunikacja

### Układ drogowy
Przez Pogorzelec przebiega droga krajowa nr 40 i droga wojewódzka 408.

### Komunikacja miejska
Miejski Zakład Komunikacyjny w Kędzierzynie-Koźlu posiada w dzielnicy Pogorzelec 14 przystanków autobusowych: Bema, P. Skargi I, P. Skargi II, P. Skargi III, Partyzantów, Gliwicka, Reja, Kozielska MZK, Kozielska, Kozielska II, Bema „COLO”, Krokusów, Kaufland, Galeria Odrzańskie Ogrody.
Kursują tutaj autobusy linii: 1, 2, 4, 5, 8, 9, 10, 12, 13, 14 oraz 15.

## Kultura
- Przy ul. Słowackiego 6 znajduje się filia nr 1 Miejskiej Biblioteki Publicznej w Kędzierzynie-Koźlu.

## Edukacja
- Publiczna Szkoła Podstawowa nr 5, ul. Kościuszki 41
- Publiczna Szkoła Podstawowa nr 11 im. Władysława Broniewskiego, ul. Partyzantów 30
- Wydział Inżynierii Systemów Technicznych Politechniki Opolskiej (w budynku dawnej Szkoły Podstawowej nr 14)
- Publiczne Gimnazjum nr 3, ul. Piotra Skargi 11

## Kościoły i Związki Wyznaniowe
- Rzymskokatolicka Parafia św. Eugeniusza de Mazenod, ul. Ligonia 22.
- Chrześcijańska Wspólnota Zielonoświątkowa – dom modlitwy, ul. Moniuszki 12/6.
- Buddyjski Związek Diamentowej Drogi Linii Karma Kagyu – ośrodek, ul. Zielona 14.